# Tragicomèdia pastoral d'amor, firmesa i porfia
La Tragicomèdia pastoral d'amor, firmesa i porfia és una comèdia de Francesc Fontanella, escrita l'any 1642. Va ser editada per Maria-Mercè Miró l'any 1988. L'obra està composta per diverses peces interrelacionades, la principal de les quals és una comèdia barroca, tot i que l'autor l'anomena tragicomèdia, precedida d'una lloa i amb dues peces intercalades: un entremès i un ball.

## Context
Durant l'època del barroc es va conformant un mercat teatral amb companyies d'actors estables. En aquest nou context, les companyies castellanes monopolitzen el mercat teatral, de manera que les obres en castellà es normalitzen arreu dels països catalans. Les obres de teatre culte en català són peces aïllades que no passen a formar part del repertori d'aquestes companyies teatrals. Paral·lelament a aquest teatre culte destinat a un públic cortesà i aristòcrata hi trobem un teatre breu de to popular, sobretot entremesos, en català. També es mantenen vives diverses formes teatrals religioses de tradició medieval: les representacions de la Passió, el teatre nadalenc, obres assumpcionistes i hagiogràfiques, majoritàriament en català.
Algunes peces de teatre culte són la Comèdia de Santa Bàrbara de Vicent Garcia, i la Tragicomèdia d'amor, firmesa i porfia i Lo Desengany de Francesc Fontanella. Aquestes dues s'escriuen últimes durant la Guerra dels Segadors (1640-1652), moment de tancament de fronteres que permet disputar el monopoli de les companyies castellanes.

## Argument
Els principals protagonistes de la Tragicomèdia d'amor, firmesa i porfia són Fontano, Elisa i Guidèmio, que constitueixen un triangle amorós: Fontano i Guidèmio pretenen l'amor d'Elisa, però ella prefereix el segon. L'acció passa en una època d'hostilitats entre els pastors del Besòs, grup a què pertany Fontano, i els del Llobregat, entre els quals hi ha Elisa i Guidèmio. Els dos bàndols estan en guerra des que Tirsis, majoral del Llobregat, va raptar l'esposa de Menalcas, majoral del Besòs.
Els contendents decideixen exposar el seu enfrontament a l'arbitri d'un oracle, i aquest dictamina que la pau entre els dos pobles només serà possible quan les dues estirps s'uneixin pel matrimoni dels seus descendents. Això sembla afavorir les pretensions de Fontano, fins que el descobriment que Elisa és, en realitat, filla de Menalcas, i Guidèmio, fill de Tirsis, fa confluir la voluntat dels enamorats amb la predicció de l'oracle.

## Estructura
L'obra és un exemple de la utilització del recurs dramàtic de l'anagnòrisi (o agnició), en què el reconeixement tardà de la qualitat real d'una persona altera les expectatives del desenllaç. Però més enllà de l'argument en concret, i de l'ambició literària que es reflecteix en el llenguatge i l'estructura, són els elements complementaris els que fan d'aquesta obra un producte singular. Perquè al costat dels tres actes o jornades en què està dividida la peça, Fontanella va compondre uns quants textos per ser escenificats conjuntament amb l'obra: una lloa, una cançó, un entremès —amb un ball per a l'entremès— i un Ball de la Pintura.
La lloa, en què Fontano representa l'escriptor donant els últims retocs a l'obra, constitueix un al·legat a favor d'un teatre culte, modern i ambiciós en català:
| « | Allí viu al déu Apol·lo cenyit de llorer lo cap, dorat coturno en los peus, corona i lira en les mans. Aquí viu, culta, a Talia que, de flors sempre fragants, amb esta hermosa corona cubrí sos cabells dorats. Un, irat; altra queixosa, que vostres ingenis clars indignament s'enamoren sols dels assumptos estranys; senten que sols s'aplaudesca lo llenguatge castellà, quan la catalana musa és tan dolça, és tan suau, i eligen esta acadèmia per los primers catalans, que a noble teatro donen les flors cultes del Parnàs. | » |

L'Entremès és una peça de lluïment per al graciós; l'actor Possimico ha oblidat la seva identitat i adopta la personalitat de tots els graciosos famosos del teatre del seu temps: Romo, Coca, Joan Rana, Triviño. I, finalment, el Ball de la Pintura és un pretext per lloar la bellesa de les dames que formen el públic.
El resultat d'aquesta construcció simbòlica recrea l'espectacle global en una arquitectura travada que implica els elements humans que intervenen en tota manifestació teatral: l'autor, que és el protagonista de la lloa; l'actor, exemplificat en el personatge del graciós, a l'entremès, i el públic, destinatari del discurs de la Pintura, al ball. D'aquesta manera, l'espectacle teatral barroc, que en les mostres més ambicioses ajuntava a una obra dramàtica els complements d'una lloa, d'un entremès i d'un ball, remet aquí a una unitat superior que significa l'apoteosi del teatre.